# Nordmark–Klarälvens Järnvägar
Nordmark–Klarälvens Järnvägar (NKlJ) var en smalspårig (891 millimeter) järnväg med sträckning Skoghall–Karlstad–Hagfors–Filipstad, som byggdes och drevs av Uddeholmsbolaget. 

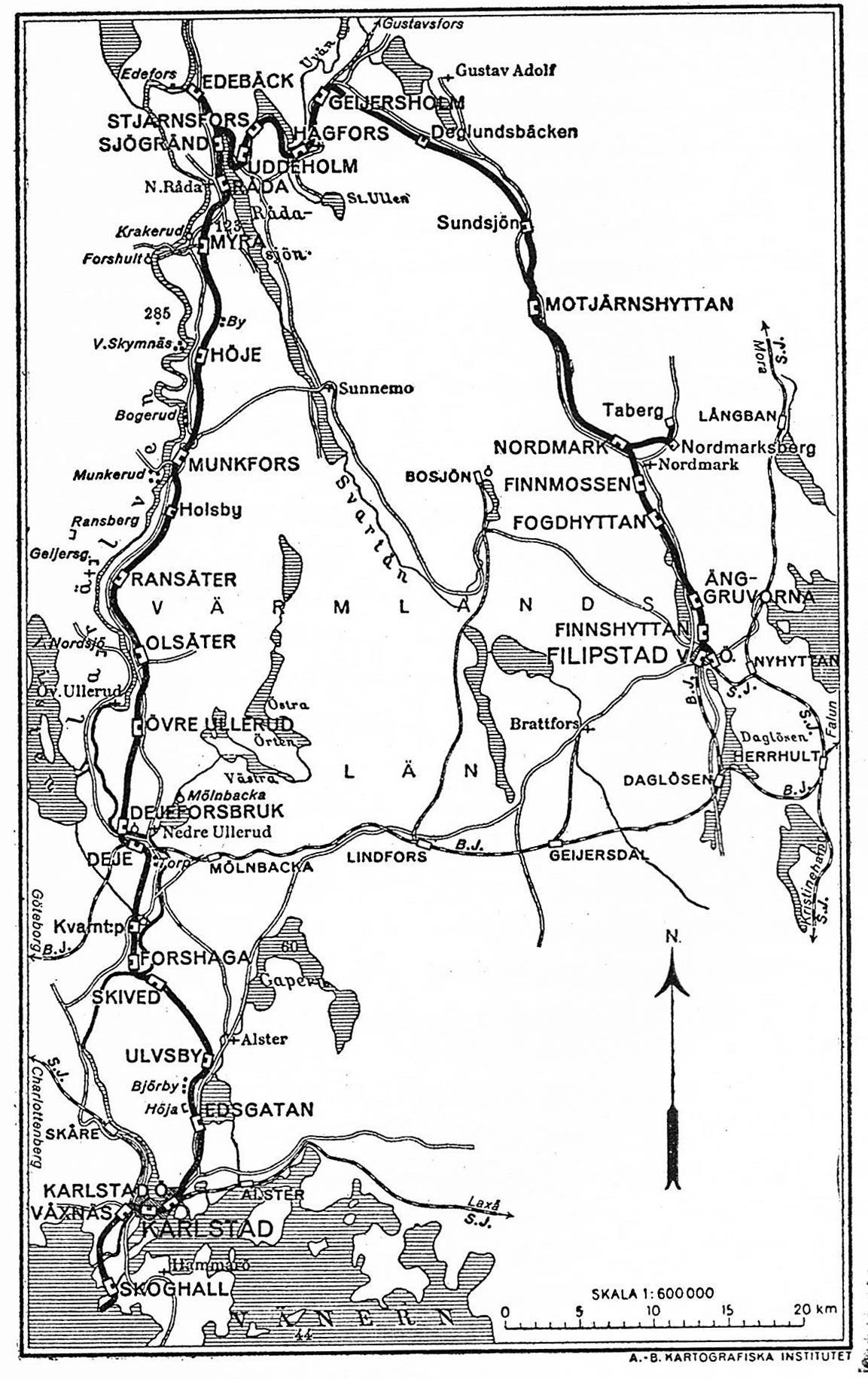
NKlJ. Karta 1926.

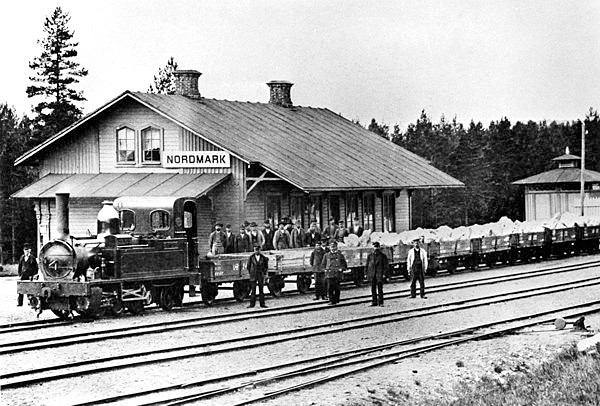
Nordmarks station omkring 1890. På bangården NKlJ:s ånglok nr 4 ”Bengt Geijer” med vagnar som är lastade med kalksten från Limkullen.

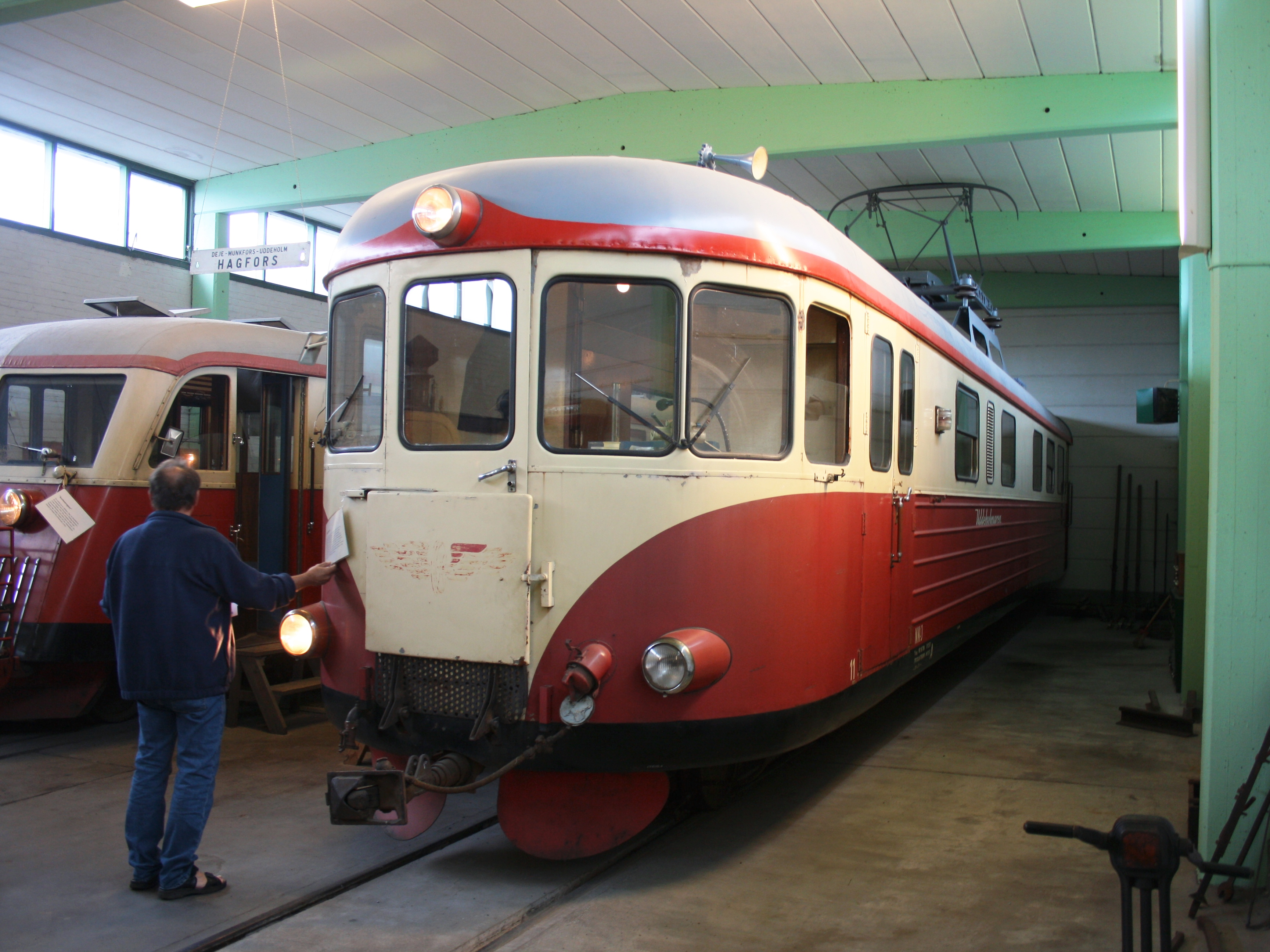
Motorvagnar från NKlJ på Hagfors järnvägsmuseum

## Historik
Att förkortningen blev NKlJ i stället för den mer naturliga NKJ berodde på att den senare redan var upptagen av Nora–Karlskoga Järnväg då NKlJ bildades 1880. Bolagets administrativa centrum låg i Hagfors, där det 1918 byggdes ett stort administrations- och stationshus efter arkitekt Georg Ringströms ritningar. Banan elektrifierades 1921.
Persontrafiken lades ner november 1964 och det sista godståget gick i oktober 1990. Banan är idag helt riven, förutom sträckorna Stjärnsfors–Hagfors, som används för dressinåkning, och Karlstad–Skoghall, som är ombyggd till normalspår och trafikeras av godståg till Skoghalls bruk. Hagfors järnvägsmuseum finns i Hagfors och tankar på att utnyttja den kvarvarande bansträckan till Stjärnsfors som museijärnväg har länge funnits. Hagfors Järnvägsmuseums Vänförening håller idag på att restaurera en mindre sträcka med ambition att rusta upp banan ända till Stjärnfors . Ett flertal fordon från järnvägen finns bevarade både på museet i Hagfors och på andra museijärnvägar runt om i Sverige.
Banvallen mellan Karlstad och Uddeholm har idag gjorts om till en nio mil lång cykelled, Klarälvsbanan.
Det finns idéer från Uddeholms AB och Hagfors kommun att återuppbygga sträckan mellan Hagfors och Filipstad.

## Forsbanorna var föregångare till NKlJ
För att frakta ut produkter från hyttor och hammarbruk belägna längs Uvån, byggdes på 1860-talet tre så kallade forsbanor, som användes för att frakta godset förbi forsarna i ån. De lastade vagnarna fick rulla utför och bromsades ned. Tomvagnarna drogs tillbaka uppför med hästar och ibland med oxar. Trafiken lades ner i december 1874 då NKlJ öppnades för trafik på sträckan Geijersholm–Skymnäs. De var:

### Stjärnsfors järnväg
Längd 0,6 km.
Spårvidd 700 mm.

### Hagfors järnväg
Längd 0,7 km.
Spårvidd 700 mm.

### Malta järnväg
Längd 1,8 km.
Spårvidd 700 mm.